# Алисън Патаки
Алисън Патаки (на английски: Allison Pataki) е американска журналистка и писателка на произведения исторически роман, детска литература, биография и мемоари.

## Биография и творчество
Алисън Патаки е родена през 1984 г. в Ню Йорк, САЩ. Дъщеря е на бившия губернатор на щата Ню Йорк и кандидат за президент през 2016 г. Джордж Патаки и съпругата му Либи Роуланд. Трета от четирите деца на семейството. Следва английска филология в Йейлския университет, която завършва с отличие. На 24 септември 2011 г. се омъжва за Дейвид Леви, с когото се запознава в университета.
След дипломирането си работи като журналист в Ню Йорк. Заедно с работата си започва да пише романи в свободното си време, първоначално като хоби.
Първият ѝ роман „The Traitor's Wife“ (Съпругата на предателя) е издаден през 2014 г. Той е базиран на живота на Бенедикт Арнолд и неговата съпруга Пеги Шипен, и тяхната роля в Американската война за независимост. Романът става бестселър в списъка на „Ню Йорк Таймс“ и я прави известна.
Вдъхновена от семейните корени в бившата Австро-Унгарска империя, пише две книги за Елизабет Баварска (Сиси) – „Сиси – неочакваната императрица“ (2015) и „Сиси: Самотната императрица“ (2016) обединени в поредицата „Сиси“, драматична сага за късния Хабсбургски период.
През 2015 г. е съоснователка на „reConnect Hungary“, образователна и социална програма са младежи, родени в САЩ или Канада, за по-добро запознаване с унгарското наследство.
През 2015 г. съпругът ѝ претърпява тежък инсулт докато двамата пътуват на борда на полет за Сиатъл. Опитът на семейството с лечението на мозъчната травма и възстановяването описва в книгата си „Beauty in the Broken Places“ (Красота на счупените места) издадена през 2018 г.
През 2020 г. е издаден романа ѝ „Кралица в сянка“, чрез който представя малко известната житейска история на Дезире Клари Бернадот, необикновената жена, която завладява сърцето на Наполеон, създава династия и променя хода на историята.
Писателката е член на Обществото на писателите на исторически романи.
Пише също така за „ABCNews.com“, „Хънтингтън Поуст“, „FoxNews.com“, „Travel Girl“ и други медии.
Алисън Патаки живее със семейството си в Чикаго.

## Произведения

### Самостоятелни романи
- The Traitor's Wife (2014) – за Пеги Шипен
- Where the Light Falls (2017) – с Оуен Патаки
- The Queen's Fortune (2020) – за Дезире Клари
Кралица в сянка, изд.: „Софтпрес“, София (2021), прев. Марин Загорчев
- The Magnificent Lives of Marjorie Post (2022) – за Марджъри Мериуедър Пост

### Серия „Сиси“ (Sisi)
1. The Accidental Empress (2015) – за Елизабет Баварска (Сиси)
Сиси: Неочакваната императрица, изд.: ИК „Еднорог“, София (2017), прев. Деница Райкова
2. Sisi: Empress on her own (2016) – за Елизабет Баварска (Сиси)
Сиси: Самотната императрица, изд.: ИК „Еднорог“, София (2016), прев. Деница Райкова

### Детска литература
- Nelly Takes New York: A Little Girl's Adventures in the Big Apple (2019) – с Мария Майърс
- Poppy Takes Paris: A Little Girl's Adventures in the City of Light (2020) – с Мария Майърс

### Документалистика
- Beauty in the Broken Places: A Memoir of Love, Faith, and Resilience (2018) – мемоари